# Totenkapelle Kuchl

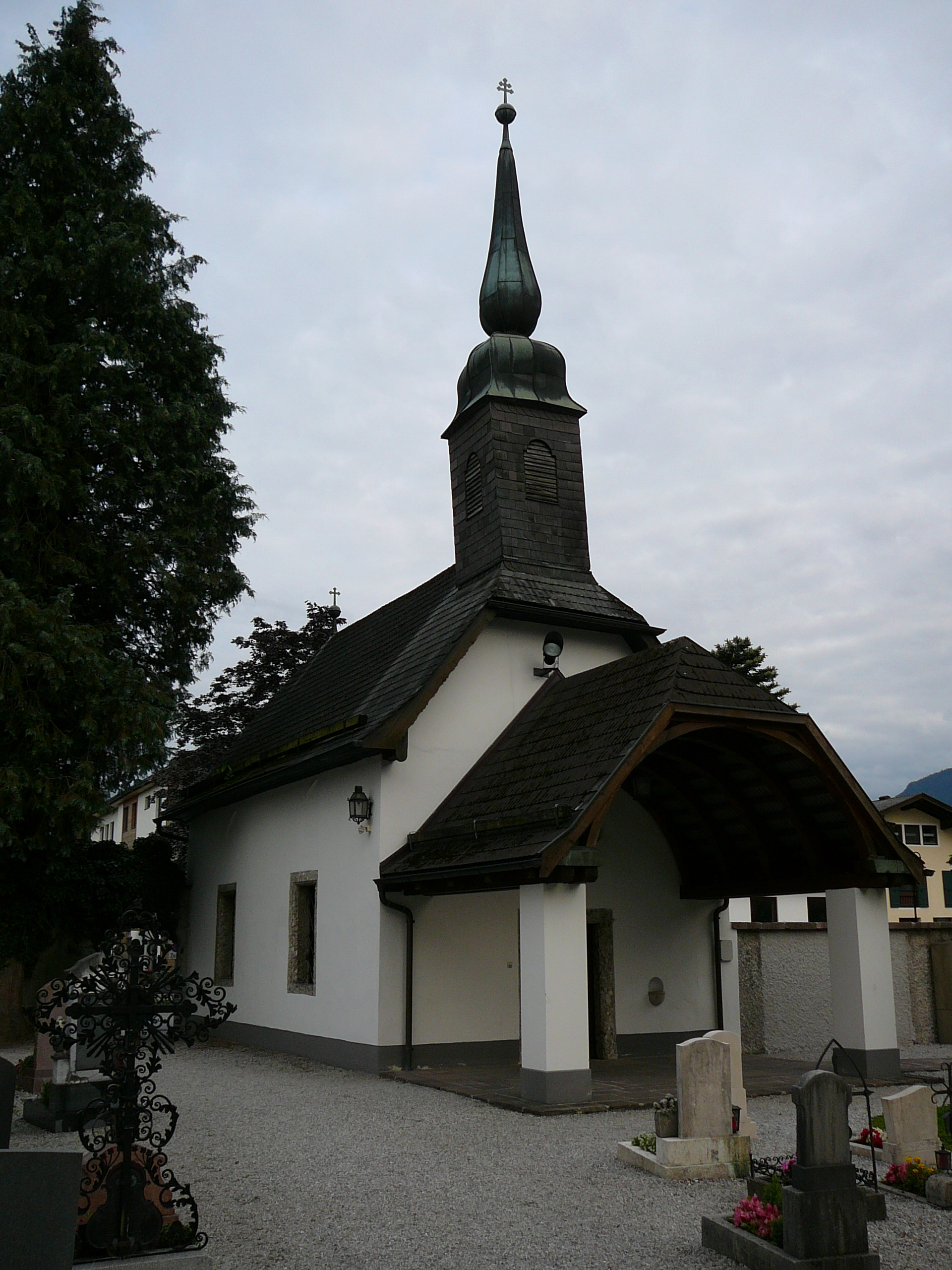
Totenkapelle Kuchl

Die Totenkapelle Kuchl befindet sich im südlichen Eingangsbereich des Friedhofs von Kuchl in der Nähe der Pfarrkirche.
Die Kapelle wurde 1790 erbaut. Sie ist ein einfacher rechteckiger Bau mit einem abgewalmtem Satteldach. Die Kapelle besitzt einen ebenfalls krüppelwalmdachgedeckten Vorbau. Auf der Kapelle ist ein Dachreiter mit einem barocken zweigeteiltem Helm. Auf der Nord- und der Südseite befindet sich je ein vierpassförmiges Fenster, an den Längsseiten sind jeweils zwei einfache rechteckige Fenster. Der zweijochige Innenraum ist mit einem Kreuzgratgewölbe mit barocken Stuckspiegeln ausgestattet. An der Rückwand ist ein Kruzifix und neugotischen mit den Figuren des hl. Rupert und des hl. Virgil.
Die Kapelle dient heute als Aufbahrungskapelle.